# Anna Boch
Pour les articles homonymes, voir Boch.
Anna Rosalie Boch, née le 10 février 1848 à Saint-Vaast, dans le Hainaut en Belgique, et morte le 25 février 1936 à Bruxelles, est une peintre de paysages, de marines et d'intérieurs, impressionniste, puis luministe, et mécène belge.

## Biographie

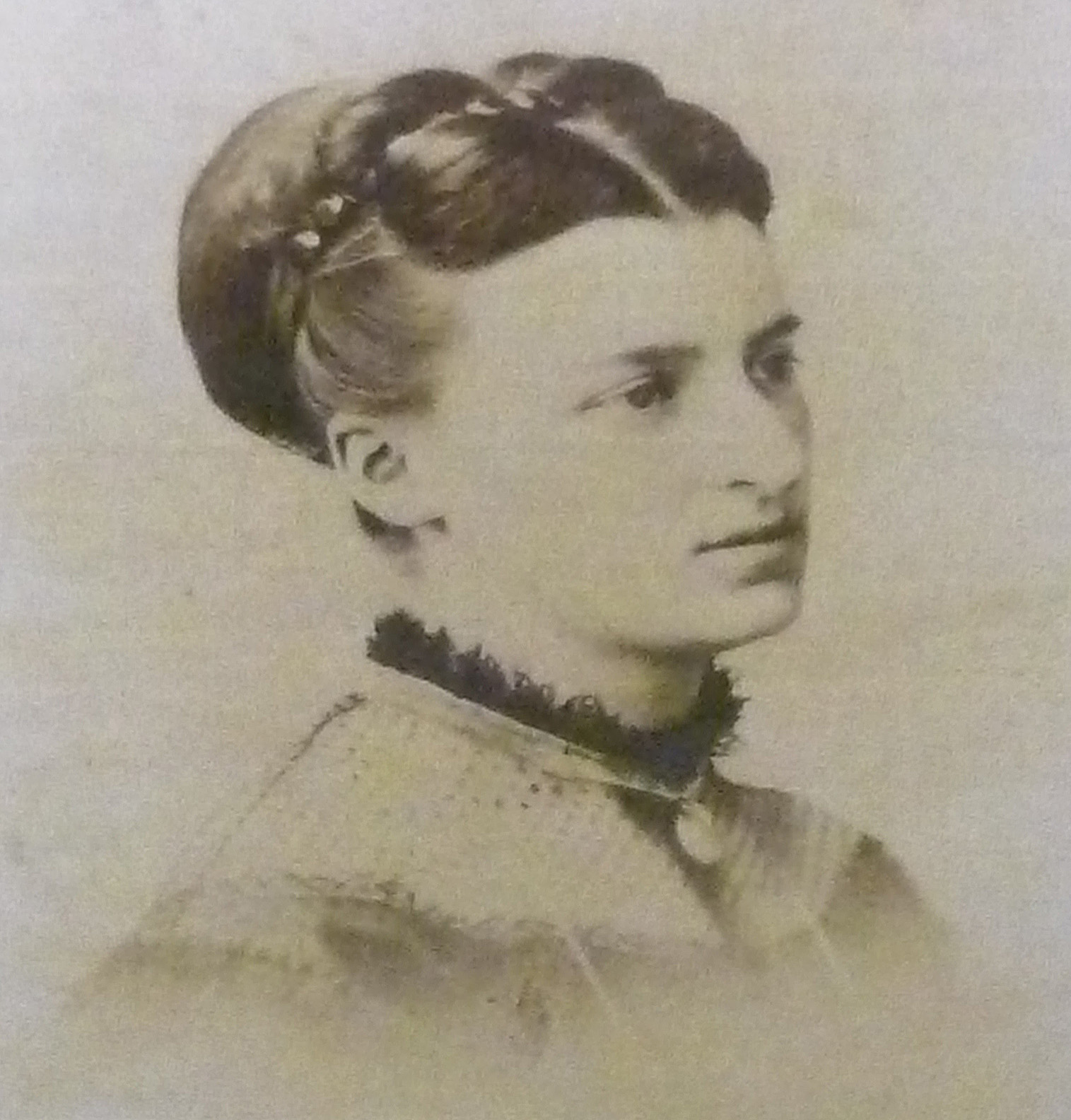
Photographie d'Anna Boch, v. 1900.

Anna Boch est la fille de Victor Boch, un des fondateurs de la faïencerie Royal Boch - Keramis de La Louvière, et également membre de la société Villeroy & Boch. Elle est la sœur aînée du peintre Eugène Boch qui se liera d'amitié avec Vincent van Gogh et la cousine d'Octave Maus, l'avocat initiateur du Groupe des XX, à Bruxelles, en 1883.
De 1866 à 1876, pendant les mois d'hiver passés à Bruxelles avec sa famille, elle reçoit une première éducation artistique, toute conventionnelle, dans l'atelier du peintre allemand Pierre-Louis Kühnen d'abord, d'E. Beernaert ensuite.
La découverte de l'œuvre de peintres de plein air, tels que Hippolyte Boulenger ou Théodore Baron, lui ouvre une nouvelle voie. Elle suit alors, de 1876 à 1886, l'enseignement du paysagiste Isidore Verheyden, adepte de la peinture d'après nature, au contact duquel elle éclaircit sa palette et épure quelque peu son style.
Elle débute au salon triennal de Bruxelles en 1884, année au cours de laquelle le cercle artistique et littéraire de la capitale organise sa première exposition personnelle. L'année suivante, elle présente une toile au salon de Paris. En 1886, elle devient membre du Groupe des XX, et participe, dès lors, à toutes les expositions des vingtistes. Après la dissolution du groupe, elle exposera régulièrement, dès 1894, aux salons de La Libre Esthétique.
Sans renoncer à son atelier du château de la Closière à La Louvière, elle se fixe à Bruxelles en 1886, dans un hôtel particulier de la rue de l'Abbaye. Elle y organise des "lundis musicaux" où se côtoient les tenants de l'avant-garde. Sa peinture s'inscrit alors dans le sillage de l'impressionnisme et s'apparente à celle d'un Monet.
Sa rencontre, en 1886, avec le peintre vingtiste Théo Van Rysselberghe - qui va l'initier à la technique des néo-impressionnistes - et la présentation de la toile de Georges Seurat, Un dimanche après-midi à l'île de la Grande Jatte (1884) au Salon des XX de 1887, vont l'amener à expérimenter la nouvelle technique du pointillisme dans des toiles qui seront présentées à ce même Salon en 1889.

Collectionneuse avertie et audacieuse, elle rassemble des œuvres de ses contemporains et joue, à ce titre, un rôle de mécène dans la vie culturelle de la capitale. C'est une des plus importantes collections de peintures impressionnistes de son temps. Elle promeut de jeunes artistes, dont Vincent van Gogh, qu'elle admire pour son talent et qui est un ami de son frère Eugène Boch. Elle lui achète pour 400 francs belges français La Vigne rouge (1888, Moscou, Musée Pouchkine), toile exposée au salon des XX de 1890, la seule œuvre que Van Gogh arriva à vendre durant sa vie.

Œuvres dans la collection d'Anna Boch
Vincent Van Gogh, La Vigne rouge (1888), Moscou, musée Pouchkine
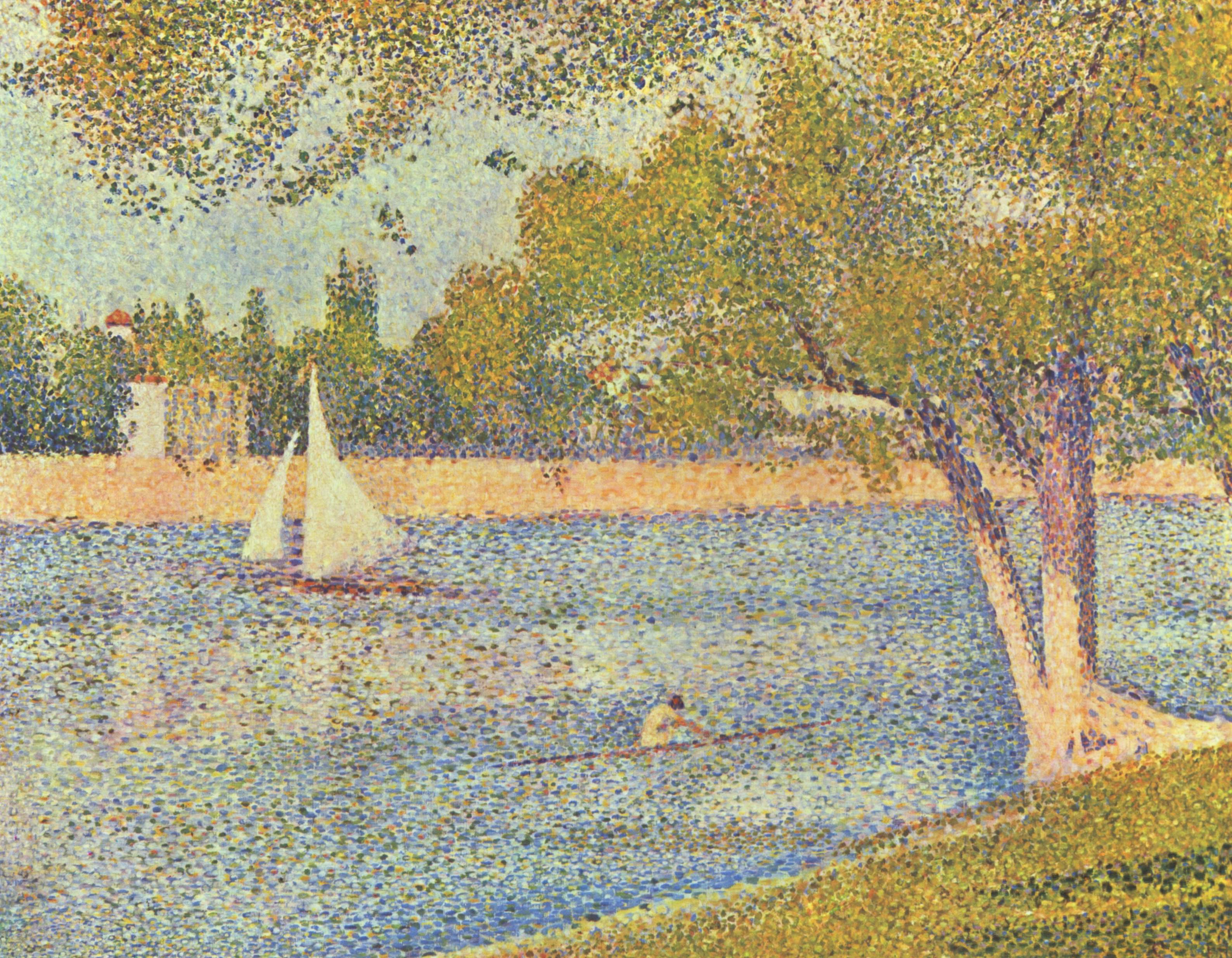
Georges Seurat, La Seine à la Grande Jatte (1888), Bruxelles, Musées royaux des Beaux-Arts de Belgique

En 1890, elle expose à Paris, à la Société des Artistes indépendants, et prend peu à peu ses distances vis-à-vis de cette technique néo-impressionniste dont elle redoute un certain systématisme. Elle adopte alors une touche plus ample et plus libre.
Autour de 1900, femme cultivée et connaissant l'aisance matérielle, elle voyage beaucoup, notamment en France, en Hollande, en Italie, en Allemagne, en Grèce et au Maroc, pays dont elle ramène des paysages et des marines (Côte de Bretagne, vers 1901, Bruxelles, M.R.B.A.B.). Elle est décorée Chevalier de l'ordre de Léopold le 19 mars 1903.
Elle adhère au cercle Vie et Lumière, fondé en 1904 autour d'Émile Claus, le maître d'Astene. Elle participe au salon des beaux-arts d'Ostende de 1907 avec Anna De Weert, Louise Danse et Marie Antoinette Marcotte.
Vers la Première Guerre mondiale, au contact des tendances fauves, sa peinture devient plus construite, sa facture plus franche. Parallèlement, la figure humaine acquiert davantage d'importance.
En 1927, elle fait don aux musées royaux des beaux-arts de Bruxelles d'une admirable toile de James Ensor, La Musique russe (1881), qui la représente jouant du piano en compagnie de Willy Finch.
Après la guerre, elle reprend ses voyages et en collaboration avec Paul Colin, elle rédige son autobiographie en 1928.
Elle meurt à Bruxelles en 1936 et est enterrée au cimetière d'Ixelles. Son legs enrichit les collections des Musées Royaux d'œuvres capitales telles que Conversation dans les prés. Pont-Aven (1888) de Gauguin; La Seine à la Grande-Jatte (1888) de Georges Seurat et La Calanque (1906) de Paul Signac.

### Décoration
Officier de l'ordre de Léopold en 1928.

## Œuvre
- La Porteuse d'eau, huile sur toile, 33 × 25 cm, Collection privée, Vente 2013[6].
- Sur la côte de la Mer du Nord, 1885 - 1888, huile sur toile, 53 × 91 cm, Collection privée, Vente 1997[7]
- Pendant l'élévation, 1892-1893, 74 × 113 cm, Musée d'Art à la mer, Ostende[8]
- Retour de la messe par les dunes, 1893-1895, huile sur toile, 45 × 62 cm, Musée BP22, Charleroi[9]
- Falaise - Côte de Bretagne, 1900–1902, huile sur toile, 62 × 84 cm, Collection privée, Vente 2004[10]2
- Côte de Bretagne, vers 1901, huile sur toile, 108 × 146 cm, Musées royaux des Beaux-Arts de Belgique[11]
- Vue de Veere, Zélande, vers 1906, huile sur toile marouflée sur bois, 38 × 53 cm, Collection privée, vente 2006[12]
- Bouquet d'œillets blancs, vers 1910, huile sur toile, 40 × 50 cm, Collection privée, Vente 2010[13]

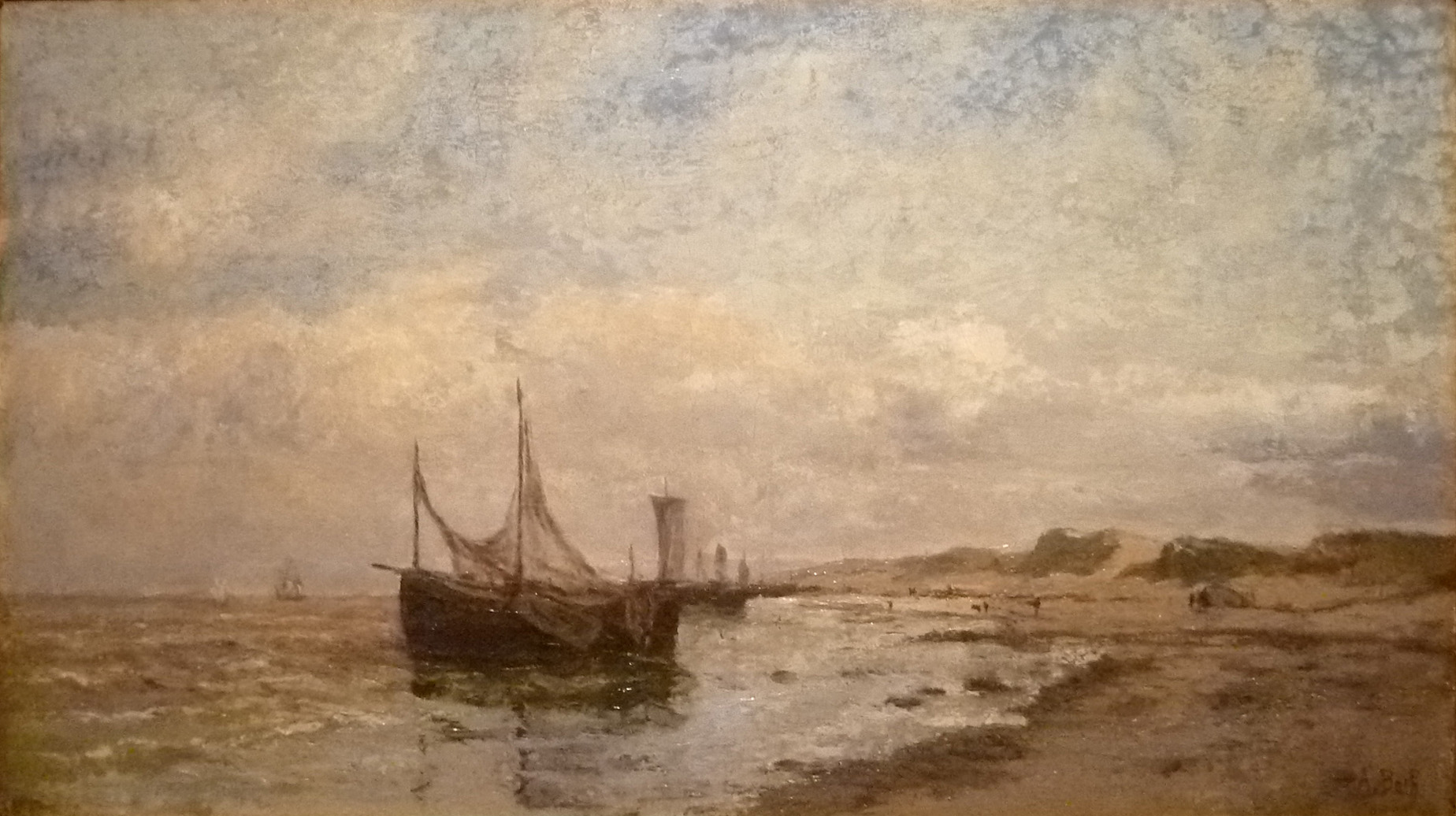
Sur la côte de la Mer du Nord, 1885-1888 Collection privée
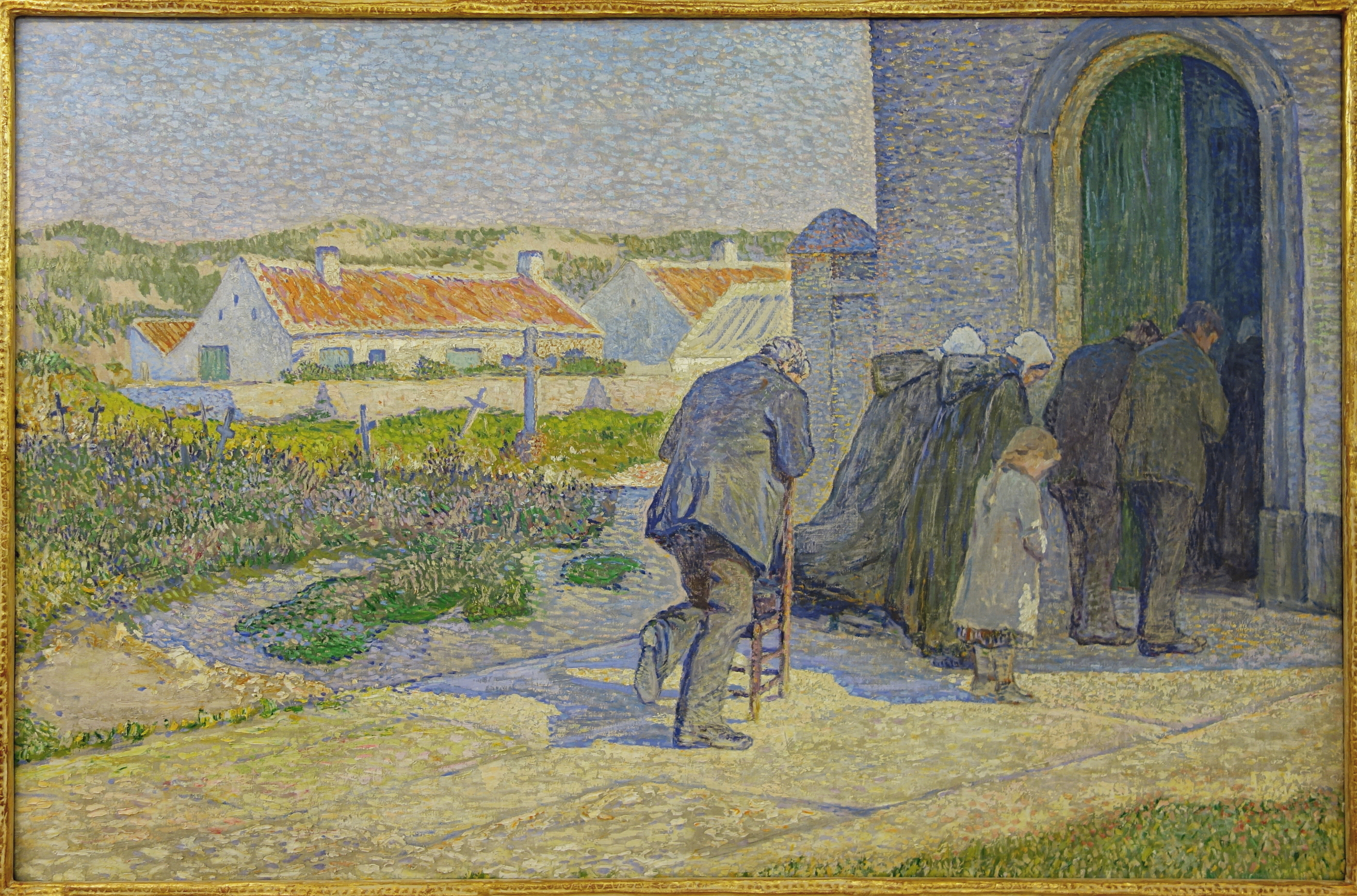
Pendant l'élévation, 1893 Musée d'Art à la mer, Ostende
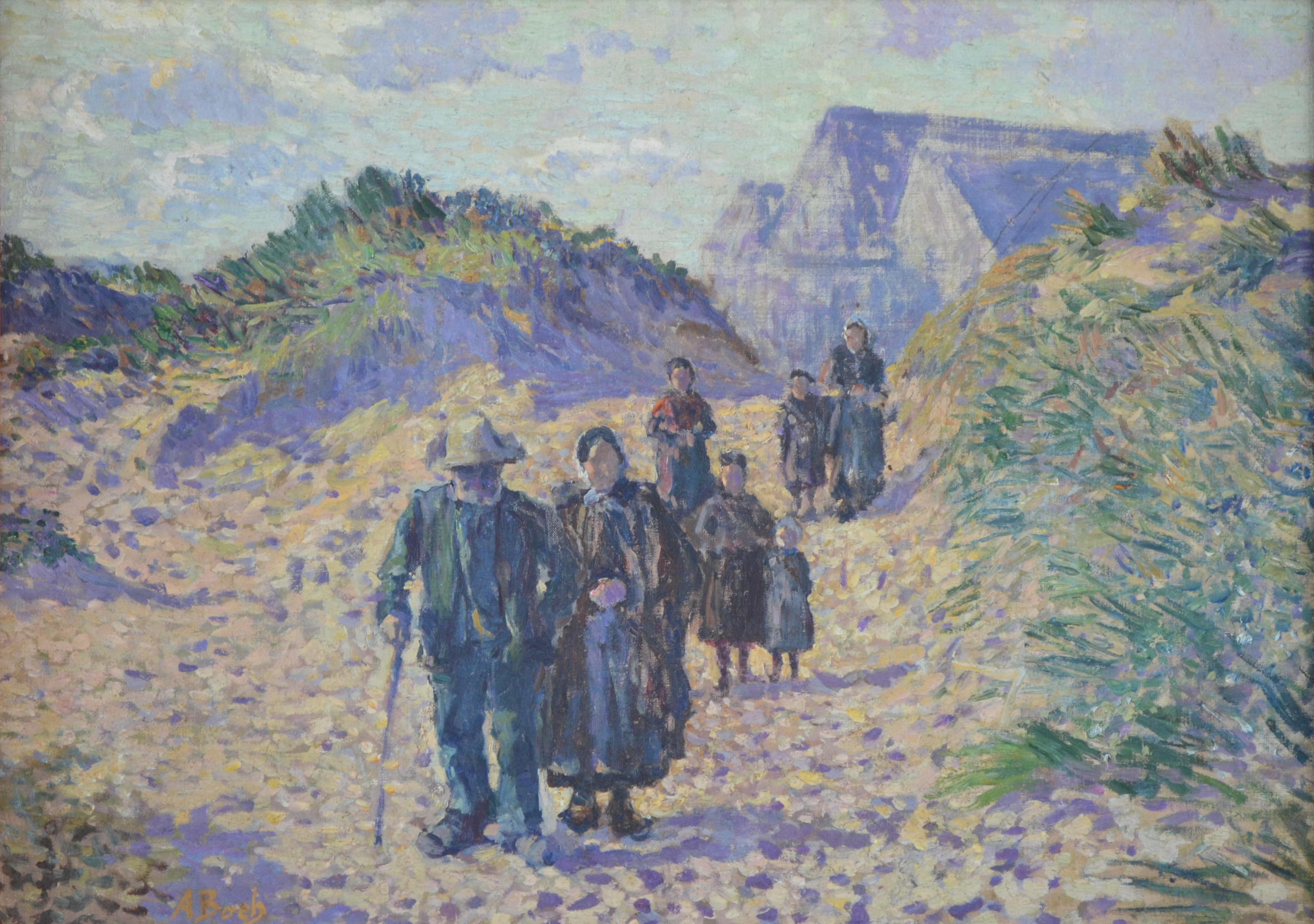
Retour de la messe par les dunes, 1893-1895 Musée BP22, Charleroi
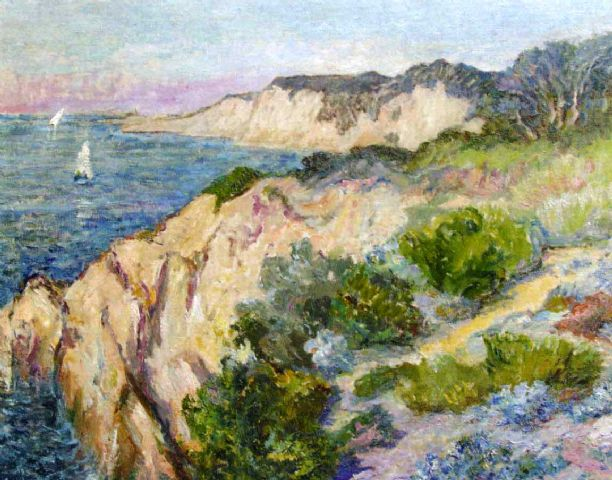
Falaise - Côte de Bretagne, 1900-1902 Collection privée
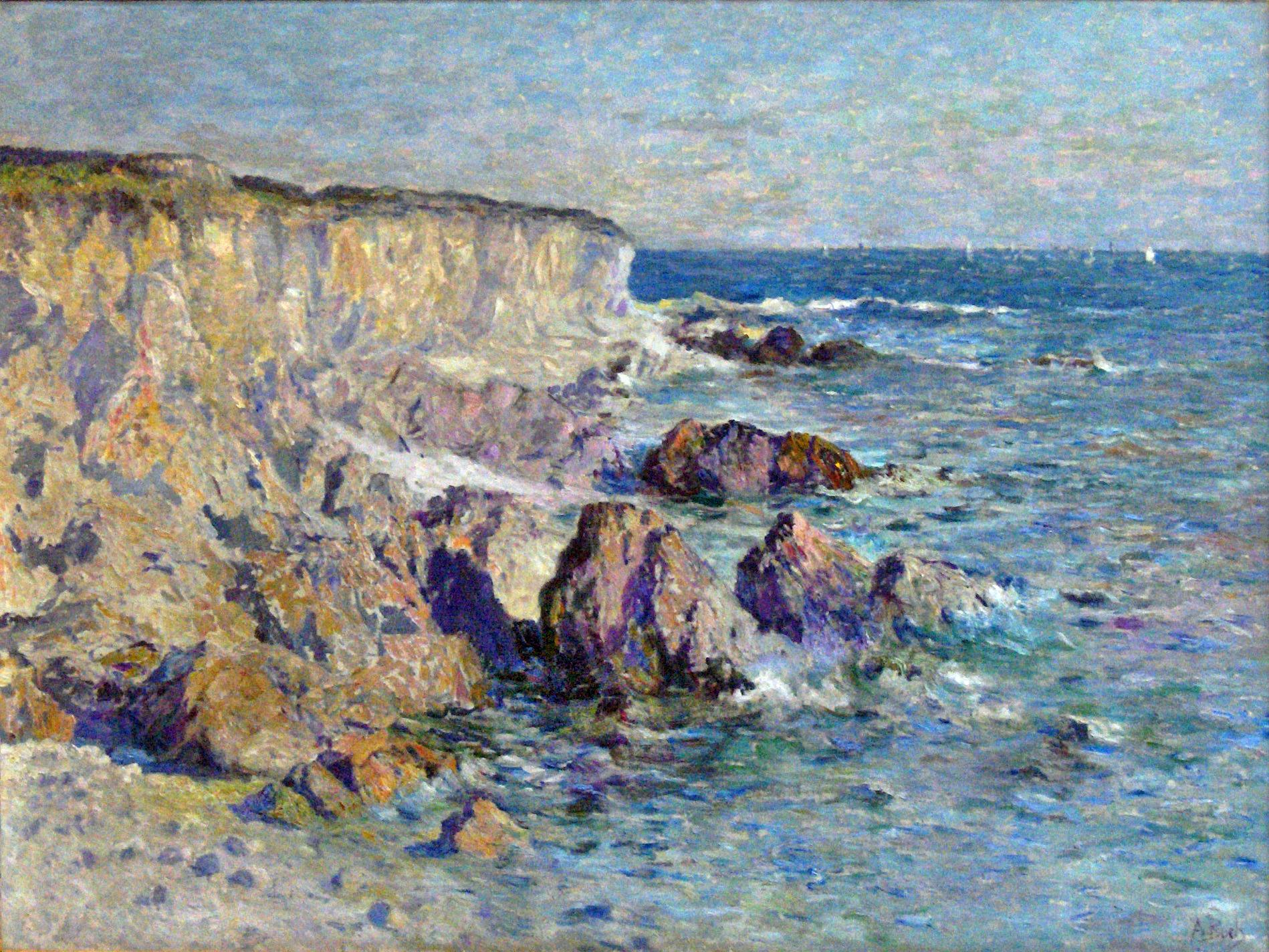
Côte de Bretagne, vers 1901 Musées royaux des Beaux-Arts de Belgique
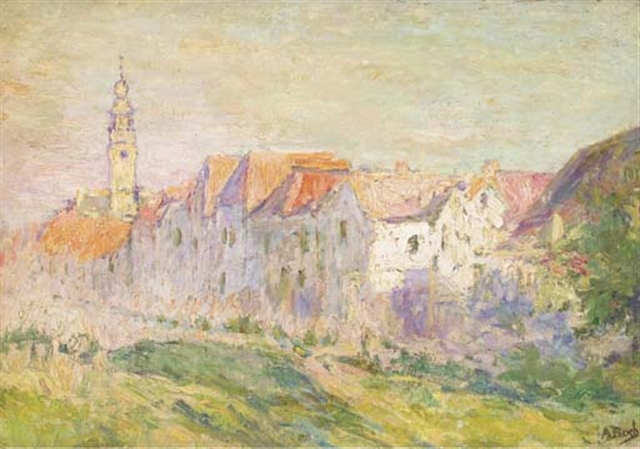
Vue de Veere, Zélande, vers 1906 Collection privée
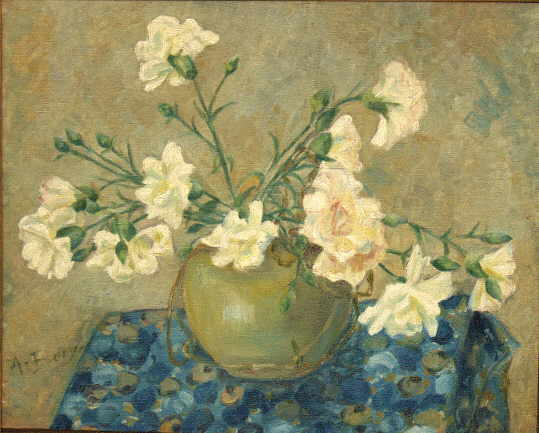
Un bouquet d’œillets, vers 1910 Collection privée
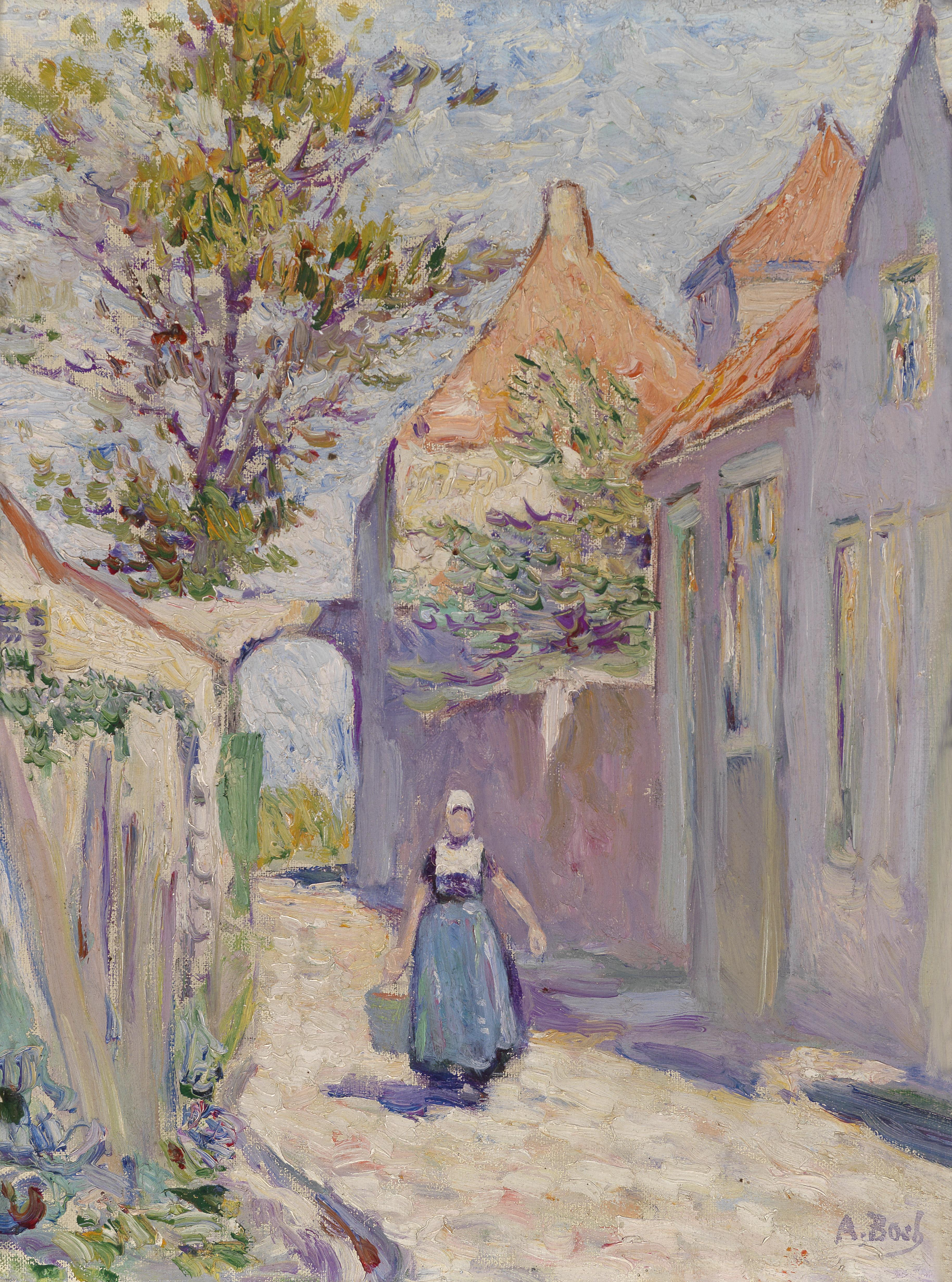
La Porteuse d'eau Collection privée

Œuvres non documentées [réf. nécessaire]

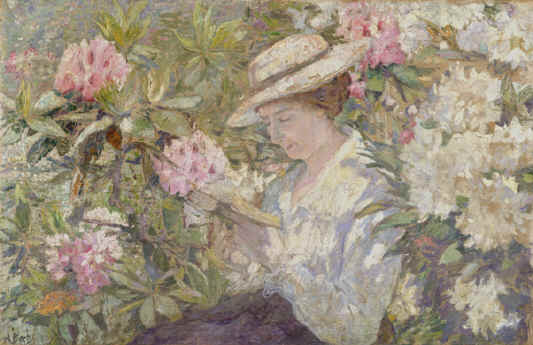
Femme lisant dans un massif de rhododendrons

## Postérité
En 1930, la galerie bruxelloise Georges Giroux lui consacre une exposition rétrospective.
Diverses autres expositions se sont tenues dont :
- Musée royal de Mariemont : octobre à décembre 2000
- Van Goghhuis (nl), Zundert, Pays-Bas, Boch & Van Gogh, du 7 février au 6 septembre 2010
- Musée de Pont-Aven, Anna Boch, un voyage impressionniste, du 3 février au 26 mai 2024

### Legs et héritages
La collection d'Anna Boch fut vendue aux enchères après sa mort, où le collectionneur russe Sergueï Chtchoukine a notamment acquis La Vigne rouge, peinte par Vincent van Gogh. Selon ses volontés l'argent servit à payer la retraite de ses amis artistes pauvres.
Sa filleule, Ida van Haelewijn a hérité de 140 de ses tableaux. Certains la montrent, peinte comme enfant dans le jardin. En 1968, ces tableaux ont été acquis en viager par son petit neveu Luitwin von Boch, PDG de Villeroy & Boch avec l'idée de conserver son œuvre et d'en faire un musée. Les tableaux sont restés dans la maison d'Ida van Haelewijn jusqu'à sa mort en 1992. Le musée / exposition Anna & Eugène Boch a été ouvert le 30 mars 2011.